# Goxwiller
Goxwiller is een gemeente in het Franse departement Bas-Rhin (regio Grand Est). De plaats maakt deel uit van het arrondissement Sélestat-Erstein. Goxwiller telde op 1 januari 2022 835 inwoners

## Geografie
De oppervlakte van Goxwiller bedroeg op 1 januari 2022 3,3 vierkante kilometer; de bevolkingsdichtheid was toen 253 inwoners per km².

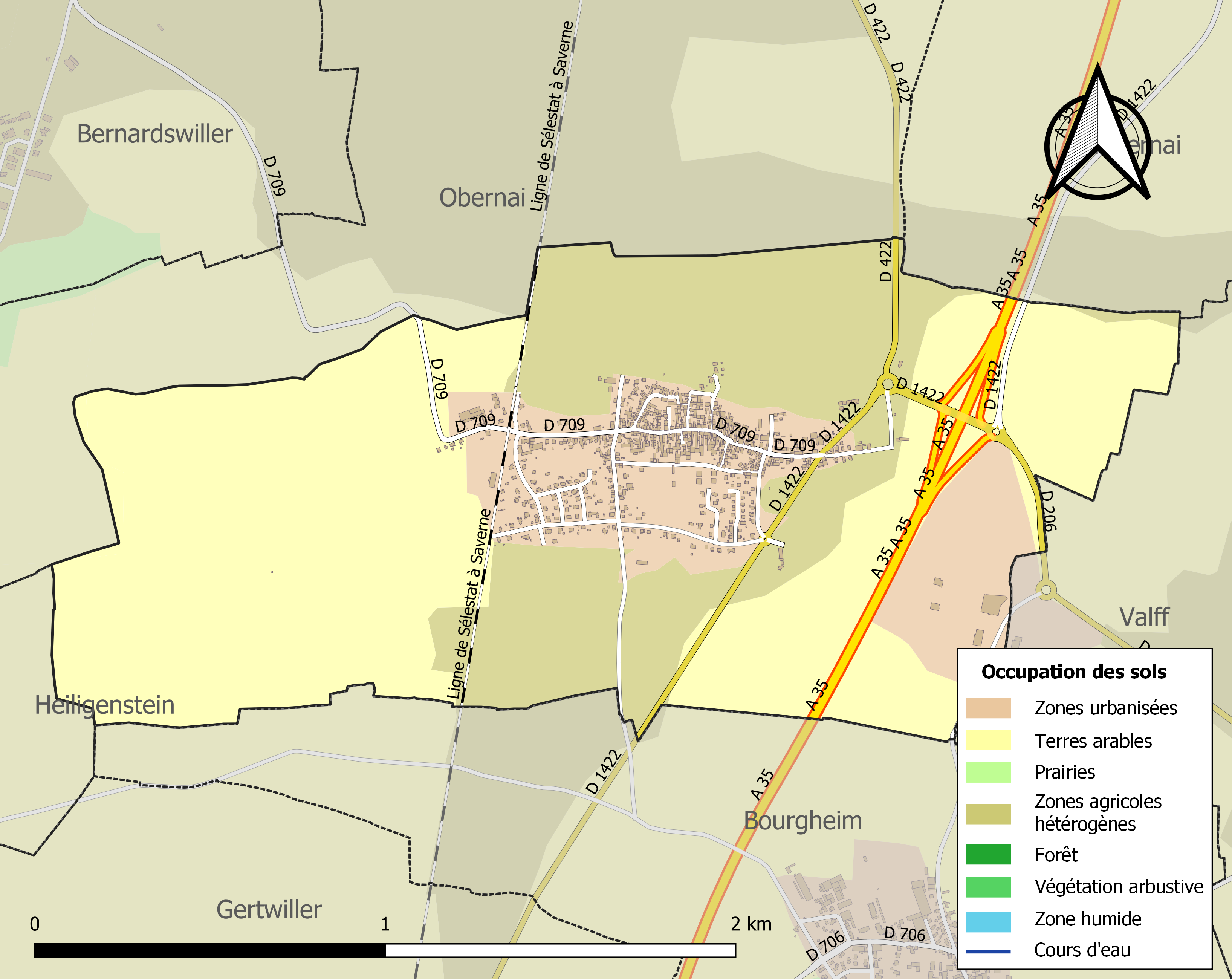
Kaart van de gemeente met de belangrijkste infrastructuur, bodemgebruik en omliggende gemeenten

## Demografie
Onderstaande figuur toont het verloop van het inwonertal (bron: INSEE-tellingen).